# مقاطعة كينغ ويليام (فيرجينيا)
 مقاطعة كينغ ويليام  (بالإنجليزية:  King William County)‏ هي إحدى المقاطعات في ولاية فيرجينيا في الولايات المتحدة الأمريكية.

## أعلام
- توماس هنري كارتر
- جون رون